# Parada Cristiano Ottoni/Pequena África
A Parada Cristiano Ottoni/Pequena África é uma das estações do VLT Carioca situada no Rio de Janeiro. Atende às Linhas 2, 3 e 4. Na Linha 2, em ambos os sentidos (Praia Formosa ↔ Praça XV), está entre as paradas Central e Saara. Já na Linha 3 e na Linha 4, em ambos os sentidos, está entre as paradas Central e Camerino/Rosas Negras.

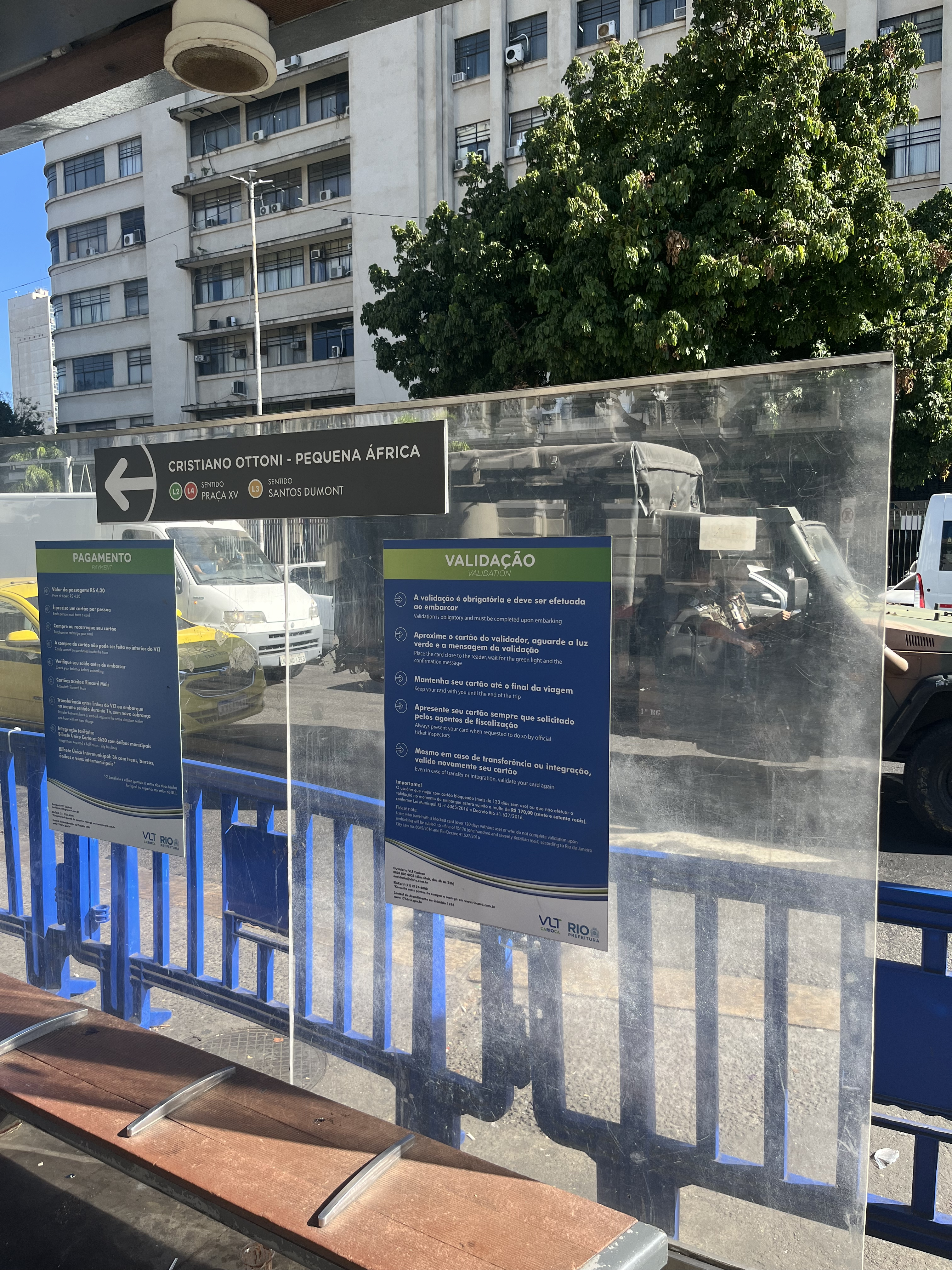
Parada Cristiano Ottoni/Pequena África e, ao fundo, a Central do Brasil.

Localiza-se na Praça Cristiano Ottoni e atende o bairro do Centro. Seu nome homenageia Cristiano Benedito Ottoni, que foi o primeiro diretor da Estrada de Ferro Dom Pedro II e considerado o "pai das estradas de ferro no Brasil".
O nome das paradas da linha 3 e, posteriormente utilizado pela linha 4, foi alterado (originalmente o nome da estação seria apenas "Cristiano Ottoni") para homenagear movimentos de afrodescendentes e monumentos históricos ligados à cultura africana ao longo do trajeto. Cristiano Ottoni/Pequena África faz uma homenagem à região central da cidade ligada a Diáspora africana.